# Campionati mondiali di biathlon 2002
I Campionati mondiali di biathlon 2002 si svolsero a Oslo Holmenkollen, in Norvegia, il 24 marzo e contemplarono esclusivamente le gare a partenza in linea, maschile e femminile. Essendo il 2002 anno olimpico, non fu disputato il programma completo dei Mondiali e a Oslo si gareggiò solo per assegnare i titoli che non facevano parte del programma olimpico.

## Risultati

### Uomini

#### Partenza in linea 15 km
| Posizione | Atleta               | Nazione     | Tempo    | Penalità |
| --------- | -------------------- | ----------- | -------- | -------- |
| 1         | Raphaël Poirée       | Francia     | 37:57.8  | 1-0-0-1  |
| 2         | Sven Fischer         | Germania    | + 17.9   | 1-0-1-2  |
| 3         | Frode Andresen       | Norvegia    | + 26.5   | 0-2-1-2  |
| 4         | Aleh Ryžankoŭ        | Bielorussia | + 33.1   | 0-0-1-0  |
| 5         | Daniel Mesotitsch    | Austria     | +35.7    | 0-0-1-0  |
| 6         | Frank Luck           | Germania    | + 36.7   | 1-1-0-0  |
| 7         | Ole Einar Bjørndalen | Norvegia    | + 36.9   | 2-1-2-0  |
| 8         | Ilmārs Bricis        | Lettonia    | + 41.1   | 0-1-0-0  |
| 9         | Paavo Puurunen       | Finlandia   | + 42.8   | 0-0-0-2  |
| 10        | Viktor Majgurov      | Russia      | + 1:04.9 | 0-0-1-1  |

24 marzo

### Donne

#### Partenza in linea 12,5 km
| Posizione | Atleta              | Nazione     | Tempo    | Penalità |
| --------- | ------------------- | ----------- | -------- | -------- |
| 1         | Alena Zubrylava     | Ucraina     | 37:09.5  | 0-0-0-0  |
| 2         | Ol'ga Medvedceva    | Russia      | + 21.3   | 0-0-1-0  |
| 3         | Vol'ha Nazarava     | Bielorussia | + 37.7   | 0-1-0-0  |
| 4         | Ekaterina Dafovska  | Bulgaria    | + 47.9   | 0-0-2-1  |
| 5         | Uschi Disl          | Germania    | + 55.4   | 0-0-1-2  |
| 6         | Sandrine Bailly     | Francia     | + 1:04.6 | 1-0-1-0  |
| 7         | Katrin Apel         | Germania    | + 1:45.6 | 1-1-3-1  |
| 8         | Magdalena Forsberg  | Svezia      | + 1:46.5 | 2-0-2-2  |
| 9         | Sylvie Becaert      | Francia     | + 1:47.8 | 1-0-1-1  |
| 10        | Svetlana Išmuratova | Russia      | + 1:56.0 | 0-0-1-2  |

24 marzo

## Medagliere per nazioni
| Posizione | Nazione     | Oro | Argento | Bronzo | Totale |
| --------- | ----------- | --- | ------- | ------ | ------ |
| 1         | Francia     | 1   | 0       | 0      | 1      |
|           | Ucraina     | 1   | 0       | 0      | 1      |
| 3         | Germania    | 0   | 1       | 0      | 1      |
|           | Russia      | 0   | 1       | 0      | 1      |
| 5         | Norvegia    | 0   | 0       | 1      | 1      |
|           | Bielorussia | 0   | 0       | 1      | 1      |